# Eugene Simon (acteur)
Pour les articles homonymes, voir Simon et Eugene Simon (homonymie).
Eugene Simon est un acteur britannique, né le 11 juin 1992 au Royaume-Uni. 
Il est notamment connu pour son rôle de Jérôme Clarke dans la série de Nickelodeon Anubis avec Nathalia Ramos et surtout pour son rôle de Lancel Lannister dans la série à succès Game of Thrones,,.

## Biographie
Eugene Simon naît le 11 juin 1992 au Royaume-Uni. Il est le plus jeune fils d'Anton Simon (décédé en 2017) et de Teresa Simon, née Stopford. Il a un frère aîné, Charlie, né en 1987, et une sœur cadette prénommée Fleur. Eugene Simon a étudié à Londres à St Philip's Catholic School. 
Il commence à jouer à l'âge de huit ans, inscrit dans une agence par sa mère car il a une bonne mémoire, de l'énergie à revendre. Il commence par des publicités pour Burger King avant d'obtenir le rôle de Gerald Durrell dans Jours tranquilles à Corfou puis celui de Giacomo Casanova enfant dans Casanova. A dix-huit ans, il apprend qu'il est retenu pour le rôle de Lancel Lannister dans la série Game of Thrones. En 2018, il joue le rôle principal du film Kill Ben Lyk d'Erwan Marinopoulos aux côtés de Dimitri Leonidas. En 2019, Eugene anime des ateliers pour apprendre à jouer à La Valette.
En dehors des tournages, Eugene utilise les réseaux sociaux pour défendre de nombreuses causes comme, en 2020, la santé mentale chez les hommes à l'occasion du Well Beings Virtual National Town Hall & Panel Discussion.

## Filmographie

### Cinéma
- 2005 : Casanova : Giacomo Casanova enfant (La version adulte de Giacomo est jouée par Heath Ledger)[12]
- 2006 : Alpha Male :  Felix Methuselah enfant
- 2013 : Before I Sleep : Eugene Devlin jeune
- 2013 : House of Anubis: Touchstone of Ra : Jerome Clarke
- 2014 : Eden : Kennefick
- 2017 : The Lodgers : Sean Nally
- 2017 : Resonance : Toby (Court Métrage)
- 2018 : Kill Ben Lyk : Ben Lyk (Sorti en VOD en 2020)[13]
- 2018 : Mens Sana : Mark (Court Métrage)
- 2018 : Love have I known : Capitaine James Piney (jeune)
- 2019 : Sensation (film) : Andrew Cooper [14]

### Télévision
- 2003 : My Dad's the Prime Minister : Harry (4 épisodes)
- 2004 : Ash et Scribbs : Josh Taylor (Saison 1 épisode 5 Le prix de la réussite)
- 2004 : Noah and Saskia : Eddie (4 épisodes)
- 2005 : Jours tranquilles à Corfou : Gerald Durrell
- 2010 : Ben Hur : Judah Ben Hur enfant
- 2011-2013 : Anubis : Jerome Clarke (146 épisodes)
- 2011-2016: Game of Thrones : Lancel Lannister[15],[16] (16 épisodes)
- 2012 : Summer in Transylvania : Max (Saison 1 épisode 17 I dated a teenage vampire)
- 2017 : Genius : Eduard Einstein[17],[18] (2 épisodes)

## Théâtre
- 2018 : For King and Country : Padre (Adapté de l'oeuvre John Wilson mise en scène de Paul Tomlison, Southwark Playhouse)[19]
- 2019 : A room with a view : George Emerson (Adaptation du roman Avec vue sur l'Arno de E.M. Forster par Kate McAll, LATheatreWorks)[20].

## Distinctions

### Récompenses
En 2020, Eugene reçoit la récompense du meilleur acteur dans Love have I known lors du Love Story Film Festival. 

### Nominations
En 2018, Eugene a été nommé dans la catégorie du meilleur acteur lors du Nightmare Film Festival pour son rôle dans Kill Ben Lyk.